# Лима, Рубен
Ру́бен Алеша́ндре Ро́ша Ли́ма (порт. Rúben Alexandre Rocha Lima; 3 октября 1989, Лиссабон, Португалия) — португальский футболист, защитник клуба «Белененсеш». Привлекался в юношеские и молодёжные сборные Португалии.

## Клубная карьера
Занимался в футбольной академии «Бенфики». В сезоне 2007/08 был заявлен за основную команду. 5 января 2008 года единственный раз попал в заявку на матч, но на поле не появился. Остаток сезона на правах аренды провёл в «Авеше» (Вила-даш-Авеш), выступавшем в лиге ди онра. Аренда была продлена на сезон 2008/09.
В сезоне 2009/10 на правах аренды выступал за «Виторию» (Сетубал). После завершения контракта с «Бенфикой» летом 2010 года на правах свободного агента перешёл в «Бейра-Мар» (Авейру).

## Достижения
- Обладатель Кубка Хорватии: 2013

## Статистика
| Выступление       | Выступление   | Выступление | Чемпионат | Чемпионат | Кубок | Кубок | Кубок лиги | Кубок лиги | Итого | Итого |
| Клуб              | Лига          | Сезон       | Игры      | Голы      | Игры  | Голы  | Игры       | Голы       | Игры  | Голы  |
| ----------------- | ------------- | ----------- | --------- | --------- | ----- | ----- | ---------- | ---------- | ----- | ----- |
| Бенфика           | Примейра лига | 2007/08     | 0         | 0         | 0     | 0     | 0          | 0          | 0     | 0     |
| Авеш              | Лига ди онра  | 2007/08     | 12        | 0         | 0     | 0     | 0          | 0          | 12    | 0     |
| Авеш              | Лига ди онра  | 2008/09     | 20        | 1         | 3     | 1     | 2          | 0          | 25    | 2     |
| Авеш              | Итого         | Итого       | 32        | 1         | 3     | 1     | 2          | 0          | 37    | 2     |
| Витория (Сетубал) | Примейра лига | 2009/10     | 24        | 1         | 1     | 0     | 1          | 0          | 26    | 1     |
| Бейра-Мар         | Примейра лига | 2010/11     | 6         | 0         | 1     | 0     | 3          | 0          | 10    | 0     |